# مت ووگل (شناگر)
مت ووگل (به انگلیسی: Matt Vogel) (زادهٔ ۳ ژوئن ۱۹۵۷) شناگر اهل ایالات متحده آمریکا است.